# Grad-Shafranov-Gleichung
Die Grad-Shafranov-Gleichung ist in der Plasmaphysik die ideale magnetohydrodynamische (MHD) Zustandsgleichung eines zweidimensionalen Plasmas, etwa in einem Tokamak. Mathematisch ist diese von der gleichen Form wie die Hicks-Gleichung in der Fluiddynamik. Gefunden und benannt wurde die Gleichung im Jahr 1958 vom US-amerikanischen Physiker Harold Grad und H. Rubin sowie im Jahr 1966 vom russisch-sowjetischen Physiker Witali Dmitrijewitsch Schafranow.

## Formulierung
In Zylinderkoordinaten {\displaystyle (r,\vartheta ,z)} mit Geschwindigkeitskomponenten {\displaystyle (v_{r},v_{\vartheta },v_{z})} ist die Grad-Shafranov-Gleichung für die Flussfunktion {\displaystyle \psi } mit dem Druck {\displaystyle p(\psi )} und {\displaystyle F(\psi )=rB_{\vartheta }} gegeben durch:
{\displaystyle {\frac {\partial ^{2}\psi }{\partial r^{2}}}-{\frac {1}{r}}{\frac {\partial \psi }{\partial r}}+{\frac {\partial ^{2}\psi }{\partial z^{2}}}=-\mu _{0}r^{2}{\frac {\mathrm {d} p}{\mathrm {d} \psi }}-{\frac {1}{2}}{\frac {\mathrm {d} F^{2}}{\mathrm {d} \psi }}.}